# Minto, Alaska
Minto är en ort i Yukon-Koyukuk Census Area i delstaten Alaska, USA.